# Alexandr Diachenko
Alexandr Ígorevich Diachenko –en ruso, Александр Игоревич Дьяченко– (Rudny, URSS, 24 de enero de 1990) es un deportista ruso que compite en piragüismo en la modalidad de aguas tranquilas.
Participó en los Juegos Olímpicos de Londres 2012, obteniendo una medalla de oro en la prueba de K2 200 m. Ganó seis medallas en el Campeonato Mundial de Piragüismo entre los años 2009 y 2019, y cuatro medallas en el Campeonato Europeo de Piragüismo entre los años 2009 y 2021.
En 2014 dio positivo en un control antidopaje, y le fueron retiradas las medallas obtenidas entre 2014 y 2016,  una plata en el Europeo de 2014 y una plata en el Mundial de 2015.

## Palmarés internacional
| Juegos Olímpicos   | Juegos Olímpicos            | Juegos Olímpicos  | Juegos Olímpicos |
| Año                | Lugar                       | Medalla           | Competición      |
| ------------------ | --------------------------- | ----------------- | ---------------- |
| 2012               | Londres (Reino Unido)       | Medalla de oro    | K2 200 m         |
| Campeonato Mundial |                             |                   |                  |
| Año                | Lugar                       | Medalla           | Competición      |
| 2009               | Dartmouth (Canadá)          | Medalla de bronce | K4 200 m         |
| 2010               | Poznań (Polonia)            | Medalla de bronce | K1 4 × 200 m     |
| 2011               | Szeged (Hungría)            | Medalla de plata  | K1 4 × 200 m     |
| 2013               | Duisburgo (Alemania)        | Medalla de oro    | K2 200 m         |
| 2013               | Duisburgo (Alemania)        | Medalla de plata  | K1 4 × 200 m     |
| 2015               | Milán (Italia)              | DSC               | K2 200 m         |
| 2019               | Szeged (Hungría)            | Medalla de oro    | K2 200 m         |
| Campeonato Europeo |                             |                   |                  |
| Año                | Lugar                       | Medalla           | Competición      |
| 2009               | Brandeburgo (Alemania)      | Medalla de plata  | K4 200 m         |
| 2013               | Montemor-o-Velho (Portugal) | Medalla de oro    | K2 200 m         |
| 2014               | Brandeburgo (Alemania)      | DSC               | K2 200 m         |
| 2017               | Plovdiv (Bulgaria)          | Medalla de plata  | K2 200 m         |
| 2021               | Poznań (Polonia)            | Medalla de bronce | K2 200 m         |